# エドワード3世 (イングランド王)
エドワード3世（英: Edward III, 1312年11月13日 - 1377年6月21日）は、プランタジネット朝のイングランド王（在位：1327年 - 1377年）。
イングランド王エドワード2世とその王妃でフランス王フィリップ4世の娘であるイザベラの間の長男。1327年に父王が議会で廃位されたことにより即位した。当初は父王を廃位に追いこんだ母とその愛人モーティマーの傀儡だったが、1330年にクーデタを起こして母を引退、モーティマーを処刑に追いやって実権を掌握した。貴族や議会と基本的に良好な関係を維持して安定的な治世を築き、商工業を振興し、海軍の再編成に努めた。1337年にフランス王フィリップ6世がイングランド王のアキテーヌ公領を没収したのに対抗して母の血筋を根拠にフランス王位を請求してフィリップ6世に宣戦布告したことが百年戦争の始期と見なされる。治世前半は軍事的成功を収めることが多かったが、後半はフランスから得た領土の大半を失うなど芳しくなく、黒死病流行など難局にも見舞われた。治世末は肉体・精神的衰えで政治もおろそかになりがちで、議会との対立が深まり、特に1376年の善良議会ではその政治を厳しく批判された。しかし当時のイングランドの国力から見て相応以上の成果を上げ、近隣諸国に「イングランド王国あり」という認識を与えた王であった。
エドワード3世の時代に議会の中の州・都市選出の平民議員（コモンズ）が伸長して庶民院が形成されたこと、イングランド最高勲章のガーター勲章（ガーター騎士団）の創設者であることも特筆される。
妃はエノー伯ギヨーム1世の娘フィリッパ。長男にエドワード黒太子がいる。神聖ローマ皇帝ルートヴィヒ4世は義兄にあたる。

## 生涯

### 幼少期

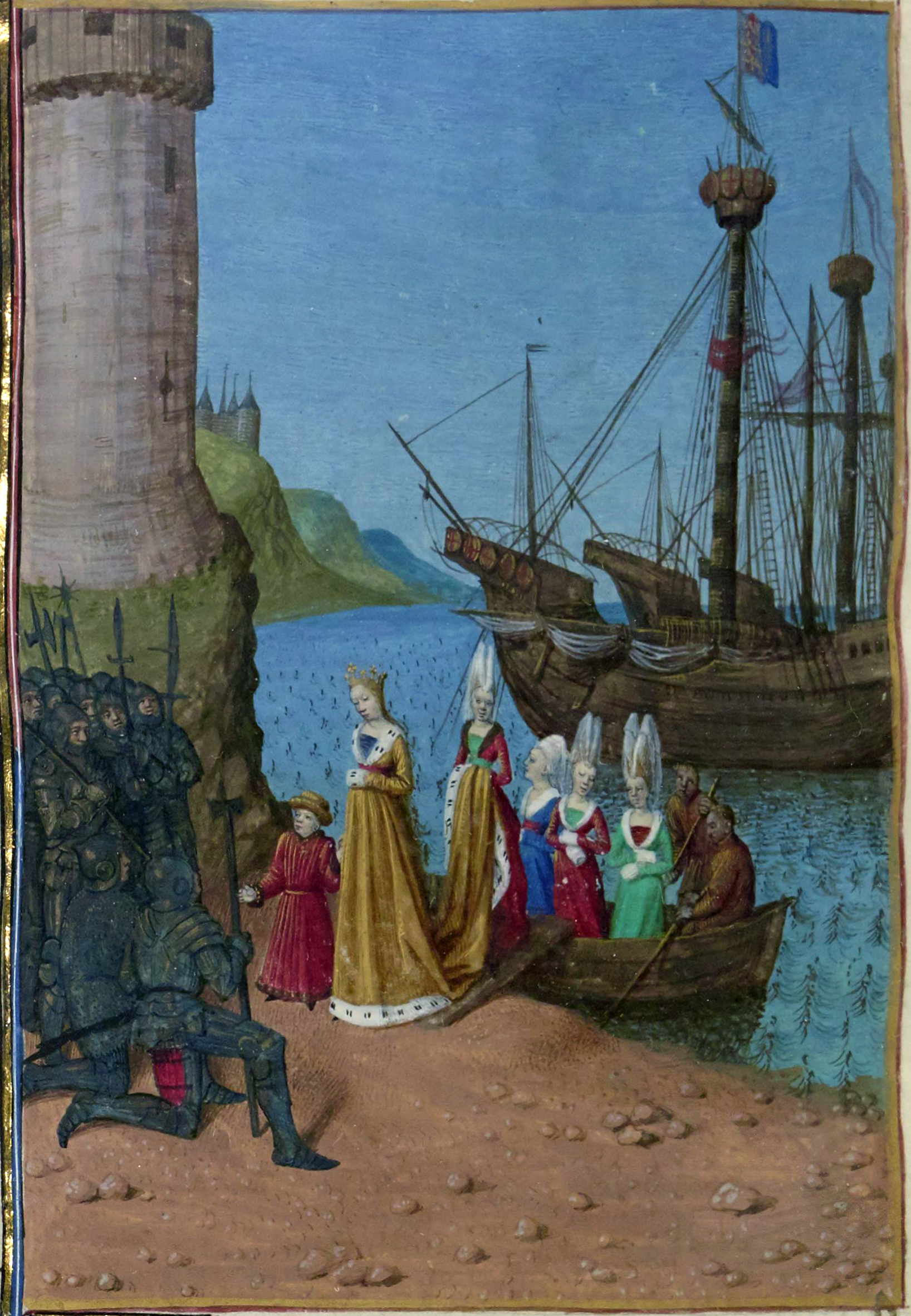
エドワード2世に対するクーデタでイングランドに帰国した母イザベラとエドワード皇太子（ジャン・フーケ画）

1312年11月13日にイングランド王エドワード2世とその王妃イザベラ（フランス王フィリップ4世の王女）の間の長男としてウィンザー城で生まれる。後に弟としてジョン・オブ・エルタム（コーンウォール伯）が生まれる。また妹としてエリナー（ゲルデルン公ライナルト2世の妻）とジョーン（スコットランド王デイヴィッド2世の王妃）がいる。
1325年に父王エドワード2世はアキテーヌ公としてフランス王シャルル4世に臣従の礼をとるため、イザベラを名代としてパリに送ったが、イザベラは皇太子エドワードもパリに呼び寄せ、当時イングランド宮廷で権力を握っていた国王寵臣初代ウィンチェスター伯爵ヒュー・ル・ディスペンサーとその同名の息子の親子を追放しない限り帰国しないと宣言した。
当時パリにはディスペンサー父子に追放されたイングランド貴族が大勢おり、その中にウェールズ辺境諸侯の一人であるロジャー・モーティマーがいた。彼と親密になったイザベラは夫を廃位して皇太子に王位を継がせる計画を立て始めた。またイザベラはフランドルのエノー伯ギヨーム1世の元を訪れ、ギヨーム1世の娘フィリッパを皇太子妃とすること認める代わりにイングランド遠征の援助を受けた。
そして1326年9月、イザベラとモーティマーが集めた騎士たちがイングランド東部サフォークへ上陸を開始し、ロンドンへ進軍した。エドワード2世とディスペンサー親子に味方する者はほとんどなく、各地で王妃軍は歓迎された。ロンドン市も王妃の味方をした。エドワード2世とディスペンサー親子は逃亡したが捕まってディスペンサー親子は処刑、エドワード2世は幽閉の身となった。

### 即位

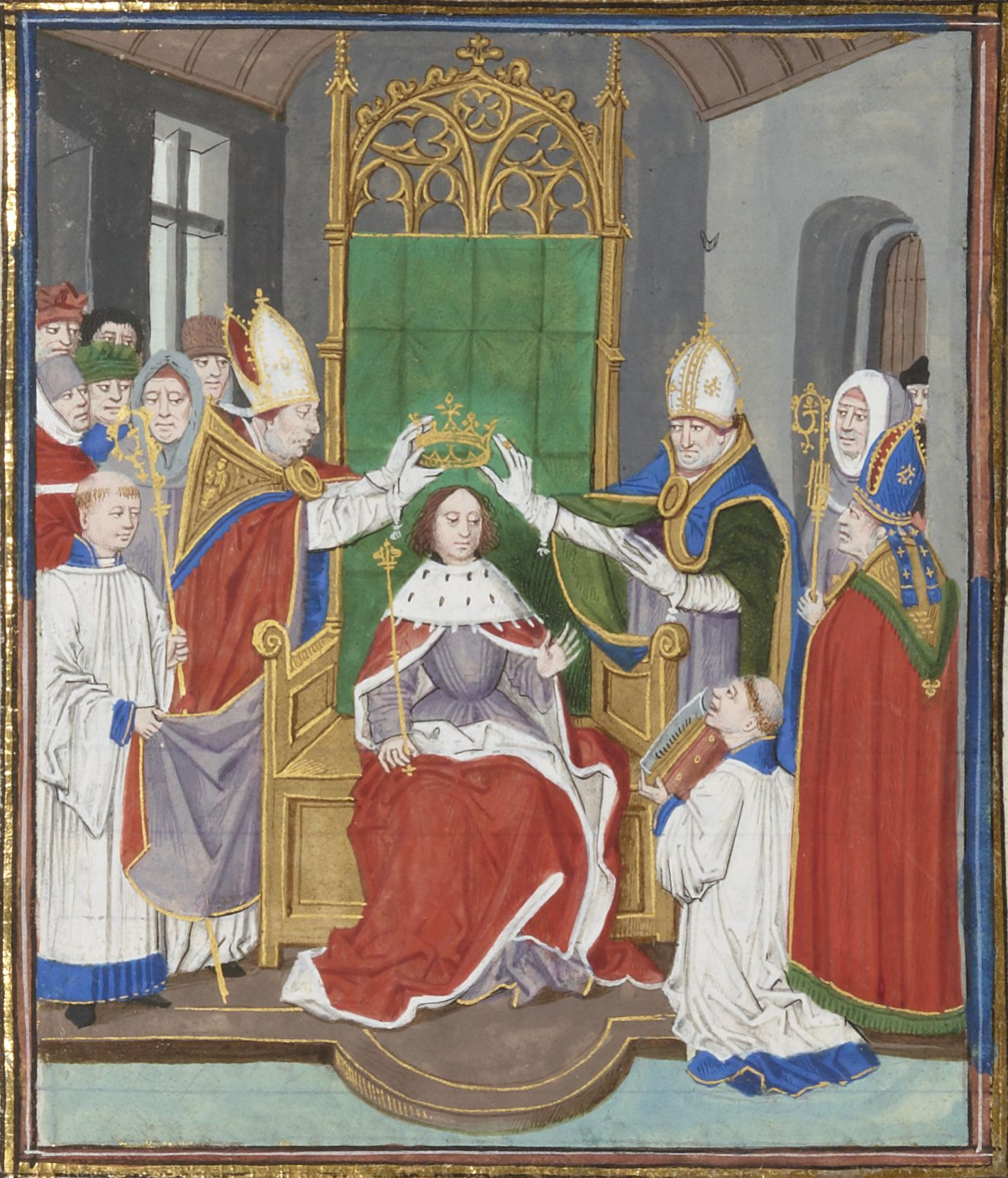
エドワード3世の戴冠式（ロイゼ・リデ画）

1327年1月にウェストミンスターに招集された議会においてエドワード2世の廃位と皇太子エドワードを後継の国王とする指名があった。皇太子は当時15歳だったが、即位の経緯に危うさを感じ取り、父から正式な譲位がなければ王位継承はしないと返答し、そのため議会は1月20日にエドワード2世から譲位の文書を取っている。議会は第3代ランカスター伯ヘンリーを国王警護役に指名したが、実権はイザベラとモーティマーが握った。戴冠式は1327年2月25日に挙行された。

### 母とモーティマーの傀儡期
エドワード3世の即位当初、母イザベラやモーティマーを中心とした宮廷派が国政を主導した。1328年1月にヨーク・ミンスターで挙行されたエドワード3世とフィリッパの結婚式もイザベラが取り仕切った。エドワードとフィリッパは又従兄弟にあたるため、教皇ヨハネス22世の特免状を得て結婚した。
スコットランド王ロバート1世は少年王の即位を好機とみてイングランド北部への侵攻を開始した。軍資金の確保に苦しむ母イザベラとモーティマーは、戦争継続は不可能と判断してロバート1世に講和を懇願し、エディンバラ＝ノーサンプトン条約を締結した。これによりイングランドはスコットランドが独立国であることとロバート1世がスコットランド王であることを承認した。さらにエドワード3世の妹ジョーンとロバート1世の長男デイヴィッド（のちのデイヴィッド2世）の結婚が取り決められた。しかしこの講和は国内的な合意を得ないまま進められた物であったため、「屈辱外交」として国内の強い反発を招いた。
モーティマーはイザベラの寵愛を盾にウェールズや辺境地域で巨大な勢力を築き、1328年10月の議会でウェールズ辺境伯（マーチ伯）の称号を受けた。モーティマーの急速な昇進はランカスター伯、初代ノーフォーク伯トマス・オブ・ブラザートン（エドワード1世と後妻マーガレットの間の長男）、初代ケント伯エドマンド・オブ・ウッドストック（同次男）ら王族に連なる諸侯の反発を招き、イザベラやモーティマーら宮廷派と、ランカスター伯らランカスター派の対立が顕在化した。
やがてランカスター派は宮廷派に抑え込まれ、1330年春の議会ではケント伯が反逆罪で公開裁判にかけられた末に処刑された。しかしこの時18歳になっていたエドワード3世は、母とモーティマーの独断でのケント伯処刑に憤慨していた。

### 親政の開始

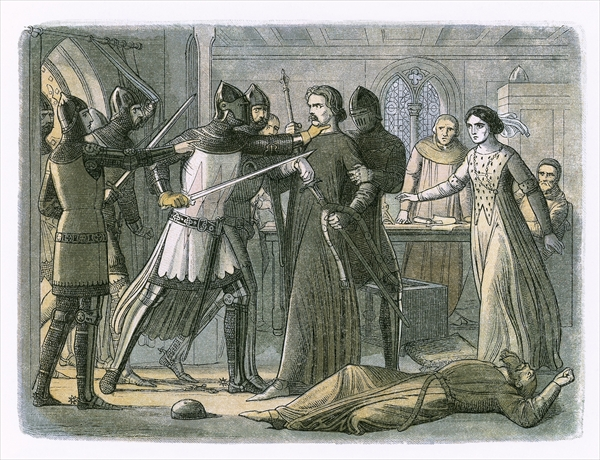
母の愛人である初代マーチ伯ロジャー・モーティマーの逮捕を描いたジェイムズ・ウィリアム・エドムンド・ドイルの年代記の絵をエドムンド・エヴァンズが彫版にしたもの

エドワード3世は成年に近づくにつれて母とモーティマーによる国政壟断に不満を抱き、親政を開始する機会を探るようになった。そして1330年10月にノッティンガムで諸侯の会議が行われている最中にモーティマーをクーデタ的に逮捕、モーティマーは11月末に召集した議会において絞首刑を宣告されて処刑された。母イザベラは見逃されるも政治から引退することとなった。
親政開始宣言において諸侯の助言を得て政治を行うことを宣言したため、貴族の支持を得た。在位中エドワード3世は基本的に貴族と良好な関係を維持できたが、これは対仏戦争という国際的な事情に加え、彼の寛大・寛容にして派手好きな性格があった。エドワード3世時代には少なからず伯爵家の創設が行われ、王子と王女の多くを国内の有力諸侯の相続人と婚姻させることで貴族の「王室の藩屏」化が推進されたためだった。
エドワード3世時代、特に重要な諸侯はランカスター伯、アランデル伯、ウォリック伯、マーチ伯（モーティマーの処刑で一度剥奪されているが、後に復活が認められた）、ヘレフォード伯、ペンブルック伯の6家であり、彼らの協力を取り付けることはエドワード3世に不可欠なことだった。

### エドワード3世時代の議会について
エドワード3世の時代より前に召集された議会（パーラメント）では州や都市の代表が議員に含まれるかは全く国王の一存次第であったため、パーラメントが常に代議制議会の要素を持つとは限らなかった。事実1310年頃までは裁判官、法律家、貴族、聖職者だけで招集されるパーラメントの方が多かった。またパーラメントと無関係に州や都市の代表からなる代表制集会が開かれることもあった。しかしエドワード3世が即位した1327年以降のパーラメントは州や都市の代表が必ず招集されるようになり、代表制集会は完全にパーラメントの一部となった。議員の構成面で見れば中世イングランド議会はエドワード3世時代に完成したということができる。
王はシェリフに宛てた令状で各州2名、各都市2名の市民を議員に選出することを求め、彼らを所定の日時場所に出頭させることを命じた。州代表に選ばれた者は騎士だったが、ここでいう騎士に実質的意味はなく、州を代表するに足る名望家であればよかった。選挙は州裁判所の月例集会で行われたと見られ、詳細不明な点が多いが、恐らくシェリフや州内有力者の意向で結果が左右されることが多かったと考えられている。州代表議員は74名だった。これに対して都市代表の代表選出方法は各都市の当局に一任されており、都市ごとに様々だった。都市代表の数は州代表の倍以上であったが、彼らの地位は州選出議員と比べると著しく低かった。州代表の議員は初期には貴族の議員と合同して審議する傾向があったが、1330年代からは被治者を代表して請願するという共通の立場から都市代表議員と合同するようになり、後世の庶民院の実態を形成するようになった。
百年戦争の莫大な戦費を必要としたエドワード3世には、議会の同意を得て国民に課す租税が不可欠であり、王は議会への依存を強めたため、議会、とりわけ課税同意と請願活動に大きな役割を果たす州代表議員の発言権が増した。エドワード3世時代の議会の議事は政治問題の討議、課税、立法、司法と広範な分野にわたった。エドワード3世は常に議会の見解の全てを尊重したわけではなかったものの、議会を通じて世論を知り、王の政策に同意を取り付けることは有益なことだった。またエドワードは対教皇政策においてしばしば議会の支持を求め、教皇に対して「議会の意向」や「議会の決議」を盾にしてローマからの圧力に抵抗を試みた。ただし議会は戦争に関する助言については王から求められても慎重に回避することが多かった。戦争について助言してしまうと議会が戦争遂行の責任の一端を担うことになり、戦費調達のための王の課税要求を拒否することが困難になるためだった。
課税については何らかの形式で臣民の集団的同意がいるという原則は13世紀には確立していたが、エドワード3世時代にはこれに加えてさらに、
1. 臣民の課税同意を与えるのは議会であるという原則
2. 国王大権による課税は破棄、あるいは厳重に制限を加える原則

が立てられた。後者について具体的には1332年の議会が旧王領地や国王直属都市に課せられる強制賦課金を事実上の廃止に追い込んだことや、1340年の議会が一般に直接税に対する議会の同意権を確立したとされる制定法を定めたことが特筆される。

### スコットランド侵攻

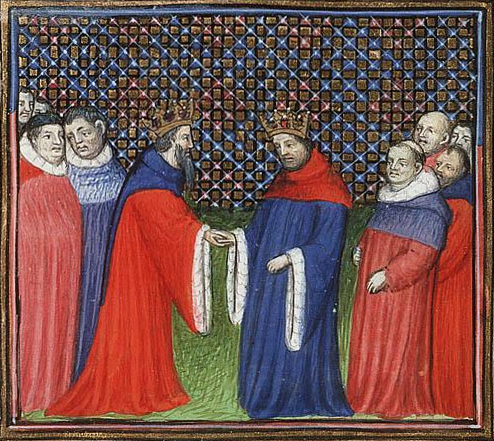
イングランドによってスコットランド王に擁立されたエドワード・ベイリャルに忠誠を誓わせるエドワード3世を描いた年代記の絵

エドワード3世は、祖父エドワード1世時代に一時的に成功するも父エドワード2世の代に破綻していたスコットランド侵攻の機会を狙っていた。
1332年8月に旧スコットランド王ジョン・ベイリャルの子であるエドワード・ベイリャルがスコットランド内の不満分子を糾合し、スコットランド王デイヴィッド2世に対して反乱を開始し、ダプリン・ムーアの戦いに勝利してスコットランド王即位を宣言した。スコットランド支配を狙うエドワード3世はエドワード・ベイリャルの即位を支持して支援を与えていた。
しかしエドワード・ベイリャルはエドワード3世に臣下の礼を取ったため、スコットランドの誇りを傷つけ、スコットランド国内から激しく拒絶された。そのため一時イングランドへ逃げ戻るしかなかった。
翌1333年にベイリャル・イングランド連合軍は再度ハリドン・ヒルの戦いでデイヴィッド2世軍を撃破した。ベイリャルは1334年2月にエディンバラに召集したスコットランド議会においてエドワード3世を「スコットランド最高の主」と認定し、べリックのイングランドへの割譲を決定した。さらに6月にはハディントンからダンフリーズにかけての南部スコットランドもイングランドに割譲した。スコットランドにとってこの代償は大きく、スコットランドがこれらの地域を取り戻すのには100年の戦いを要することになる。
デイヴィッド2世は1334年5月にフランスへ亡命した。スコットランドは風前の灯火となったが、イングランド傀儡王のエドワード・ベイリャルは相変わらずスコットランド内の人望を全く集められず、特にエドワード3世がフランス王位を要求して1338年から大陸に出兵してグレートブリテン島に不在となるとスコットランド各地でイングランド軍が押し戻されるようになり、エドワード・ベイリャルも再びイングランドへ逃げ戻るしかなくなった。デイヴィッド2世の摂政ロバート・ステュアート（後のロバート2世）がスコットランド内の実権を取り戻し、さらに1341年秋にはデイヴィッド2世がフランスから帰還してイングランドに対して攻勢に転じるようになる。

### フランス王位請求

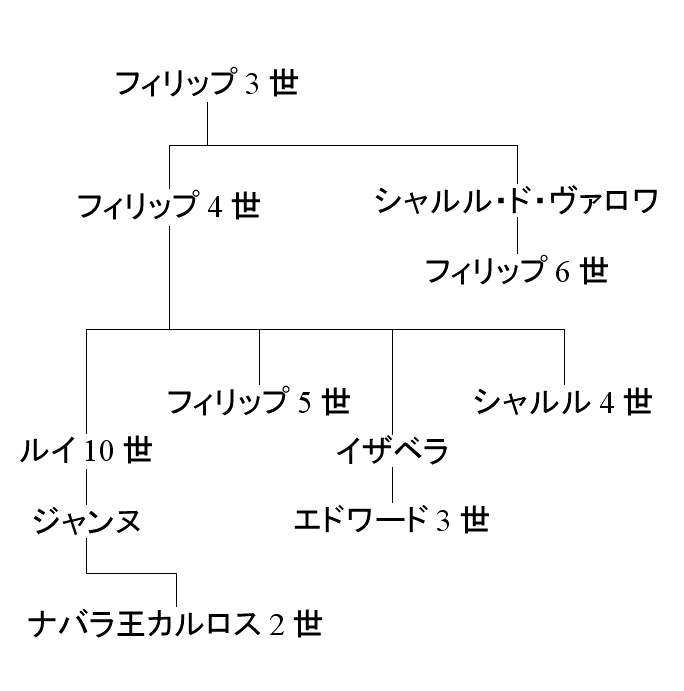
フランス王室の系図

フランスでは1314年にフィリップ4世が崩御し、その第一王子ルイがルイ10世として即位したが、わずか2年で崩御。ルイの娘ジャンヌへの王位継承を求める声もあったが、王妃クレマンスが妊娠中であり男子が生まれる可能性があったため、出産を待つ間ルイの弟フィリップが摂政に就任。その後クレマンス王妃は男子ジャン1世を儲けたものの、ジャン1世が生後5日で崩御したため、すでに権力を掌握していたフィリップがジャンヌ擁立派を退けてフィリップ5世として即位した。しかしフィリップ5世も1322年に女子しか残さず崩御し、前例から異論なく末弟シャルル4世が即位。1328年にシャルル4世が崩御した時、王妃ジャンヌが妊娠中だったのでその出産を待つ間、フィリップ4世の弟の子ヴァロワ伯フィリップが摂政に就任した。生まれたのは女子だったのでそのままヴァロワ伯がフィリップ6世としてフランス王に即位し、カペー朝からヴァロワ朝となった。
だがルイ10世の娘ジャンヌへの王位継承を求める声もあったように女子はフランス王になれないというのは当時はまだ確立した慣例ではなかった。男子が優先される慣例はあったものの、女子だと戦場に立つことができないという問題からそうなっていたに過ぎないとも言われる。当時の社会通念上男子しか認められないのはローマ皇帝（神聖ローマ皇帝）とローマ教皇だけであった。そのためエドワード3世は分家に過ぎないヴァロワ伯よりはフィリップ4世の娘イザベラの子である自分の方がフランス王位の正統な継承者だと考えていた。
だがカペー朝が断絶したこの1328年にはエドワード3世はまだ15歳の少年王であり、母とモーティマーの傀儡だった。対してヴァロワ伯は当時35歳の貫禄あるフランス大諸侯であり、摂政としてフランス政界に君臨する人物だったため、フランス貴族はこぞってヴァロワ伯の王位継承を支持していた。エドワード3世はフランスに在住していない点でも不利であり、王位継承権者としてほぼ無視されていた。
フィリップ6世が即位したとき、エドワード3世は一度臣下の礼を取ることを拒否したが、後日しぶしぶ了承し、1329年2月にフランス・アミアンへ赴いてアキテーヌ公としてフィリップ6世に臣従の礼を行い、フィリップ6世の即位を認める形となった。
しかしカペー朝の国王と違ってイングランド王室と血縁関係がないフィリップ6世はスコットランドと呼応してイングランドに敵対姿勢を取った。その極め付けが1337年5月にフィリップ6世がアキテーヌ公領の没収を宣言し、フランス軍をガスコーニュに侵攻させたことだった。これに対抗してエドワード3世は同年10月7日に母イザベラの血を根拠にフランス王位を請求し、11月1日にフィリップ6世に対して宣戦布告した。

1340年にエドワード3世が定めたイングランド王室紋章

実際にエドワード3世がフランス王の称号を名乗りはじめたのは1340年1月26日からである。この年にフランス・フランドル伯領のヘントにおいて自分がフランス王であることを宣言している。またこの年からイングランド王室紋章のシールドを四分して第1と第3クォーターにフランス王の紋章のユリの花（フルール・ド・リス）、第2と第4クォーターを従来のイングランドの3匹の歩くライオンの物にした。

### 百年戦争開戦とエスプルシャン条約まで
エドワード3世は1338年7月から1340年初頭までフランス北部の低地地方フランドル伯領にあった。
フランドル伯領は当時欧州屈指の富裕な商工地帯であり、基幹産業の毛織物加工の材料である羊毛はもっぱらイングランドに依存していた。エドワード3世はフランスとの開戦を見据えて1336年にフィリップ6世に忠実なフランドル伯ルイ1世を牽制する目的で羊毛輸出を禁止したため、フランドル伯領の諸都市で反英的なフランドル伯に対する不満が高まり、1337年にはヘントの有力者ヤコブ・ヴァン・アルテベルデが蜂起を起こして他のフランドル都市も巻き込んで、ついにフランドル伯が追放された。そのためエドワード3世は1338年に苦も無くイングランド軍を率いてフランドルに上陸できた。フランドル諸都市はエドワード3世をフランス王と認め、1339年12月にはイングランドとフランドル諸都市の間に攻守同盟が成立した。
フランドルを足場に1339年9月からフランス王領への侵攻を開始したが、フィリップ6世が応じなかったので本格的な戦闘に発展せず、やがてイングランド軍の軍資金も尽きて、1340年初頭にエドワード3世は臨時課税の議会の審議のためにイングランドへ帰国した。フランドルを発つ際、エドワード3世の帰国に不安を抱くフランドル諸都市を説得するため、フランスから攻撃があった場合には船と武器を贈ることを約束するとともに、妻と子供を事実上の人質としてルーヴェンに残した。イングランドに帰国後、エドワード3世は要求した金額を議会から確保している。

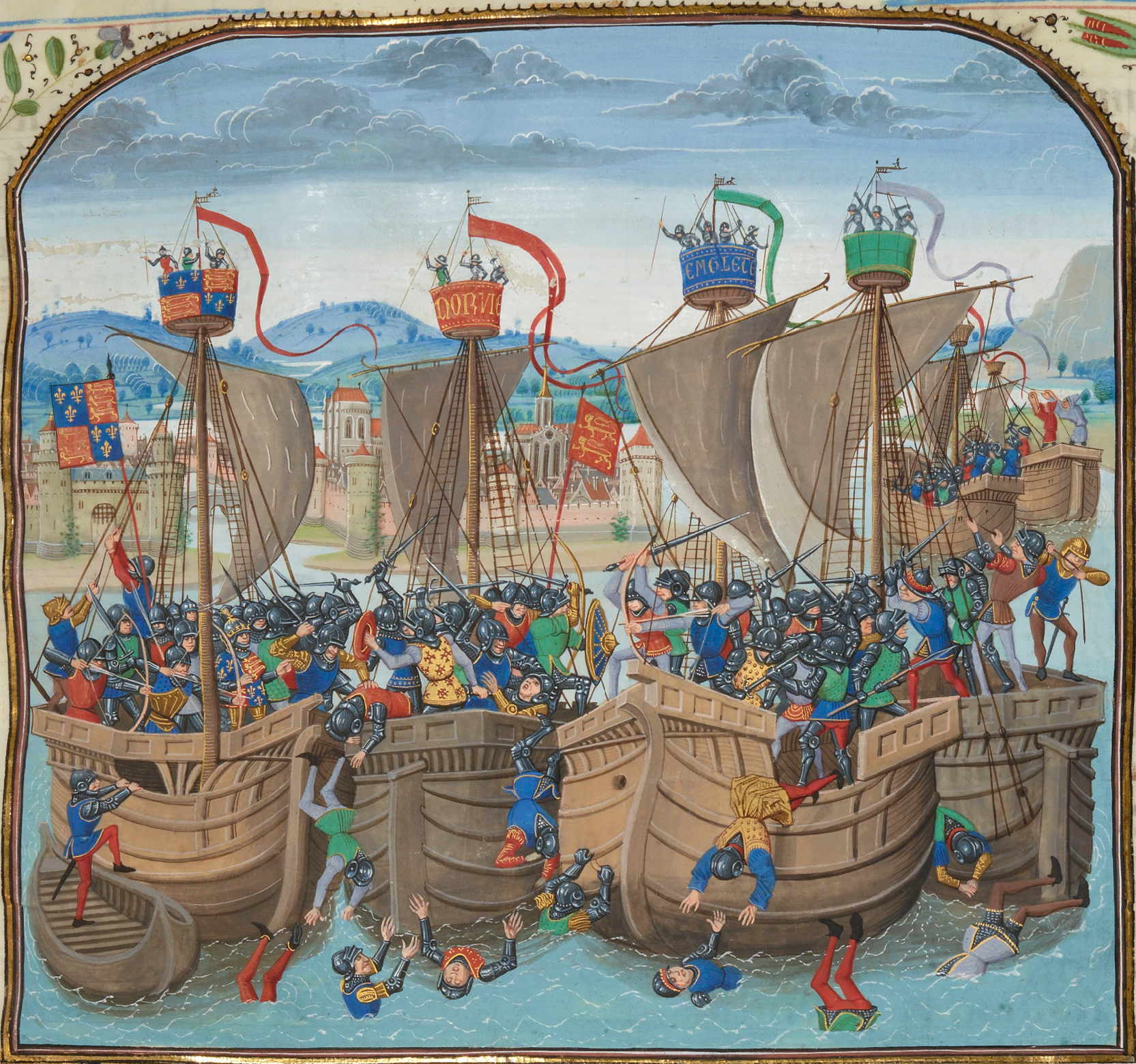
スロイスの海戦（ジャン・フロワサールの年代記の挿絵（細密画））

その間フランスはエドワードの再上陸を阻むため制海権を握ろうとルーアンからイングランド南岸の攻撃を行った。1340年6月にエドワード3世がフランドル再上陸を動きを示すと、フランス軍はこれを阻止すべくイングランド軍とスロイスの海戦に及んだが、イングランド軍の勝利に終わった。
そのためエドワード3世はフランドル再上陸に成功し、イングランド軍とフランドル諸都市軍合わせて3万の軍勢を整えたが、サン・トメールの戦いとトゥールネの戦いでフランス軍に連敗を喫した。エドワード3世は多額の債務を抱え、9月25日にはエスプルシャンにおいてフィリップ6世と1342年6月24日までを期限とする休戦協定のエスプルシャン条約の締結を余儀なくされた。
フランドルではアルテベルデの力が衰え始めたうえ、スコットランド王デイヴィッド2世がフランスの支援でスコットランドに帰還したことで北部国境がスコットランドに侵犯されるようになり、エドワード3世は危機的状況に立たされるようになった。

### 本国行政府の粛清
エドワード3世が不在である間、イングランド本国ではスコットランドに対する警戒や日常行政費など負担の増大、王の不在による行政機能低下などの問題に直面していた。さらに免税特権の停止や国庫納付金の分割納付禁止に対する貴族の反発も強まっていた。そのためエドワード3世の負債は増す一方であり、待望の軍資金はいつまでたっても前線に送られてこなかった。これを危惧したエドワード3世は1339年秋にカンタベリー大司教ジョン・ド・ストラトフォードに王の海外での債務履行の全権を与えるとともに本国政府指導を任せた。
ストラトフォードは二度にわたって議会を招集し、課税同意を求めるも結論が得られず、前述の1340年初頭のエドワード3世の一時帰国でようやく収穫物の九分の一を王に与える同意が得られた。しかしこれを査定徴収して現金化するには半年以上かかるうえ、民衆の抵抗にあって徴税も停滞し、9月まで軍資金の当てはつかなかった。エドワード3世が多額の負債を抱えてエスプルシャン条約締結を余儀なくされたのはそのためだった。
エドワード3世と前線の主戦派側近たちはこの失態はひとえにストラトフォードを筆頭とする聖職者や文官が指導する本国政府の戦争非協力が原因と断定した。報復を決意したエドワード3世は、1340年11月30日にイングランドに突如帰国し、本国行政府の粛清を開始した。ストラトフォードは職務を解かれてカンタベリーに戻り、大法官や財務府長官を務めていた2名の司教も解任された。中央や地方の役人も次々と罷免あるいは逮捕された。そのうえでエドワード3世は徴税の遅滞を許さない強硬措置をとるよう財務府に命じた。また共同事業組合の失敗のせいで困難な状況に追い込まれたと考え、ウィリアム・ド・ラ・ポールなど共同事業組合の羊毛商人も投獄している。
さらにストラトフォードに対して海外の多額債権者の人質になることを求めたが、ストラトフォードはこれを拒否し、「王権は諸侯や教会の制約を受ける」と説き、マグナ・カルタ遵守と議会招集を求めた。貴族たちがその主張を支持したため、エドワードとしてもこれ以上ストラトフォードら聖職者たちと対立するわけにはいかず、1341年の議会で彼らと和解した。

### ブルターニュ継承戦争への参戦
エドワード3世はフランドルに続いて他のフランス周辺地域も不安定化させることを狙っていた。ちょうどブルターニュ半島のブルターニュ公国（フランス王に臣従するという点においてフランス王国に属するが、実態的にはほぼ独立した領国）において1341年4月にブルターニュ公ジャン3世が崩御した。フランス王フィリップ6世がジャン3世の姪と結婚していたブロワ伯シャルルを公位継承者として支持したのに対抗し、エドワード3世はジャン3世の弟モンフォール伯ジャンの継承を支持した。代わりにジャンはエドワード3世のフランス王即位を支持した。
モンフォール伯はブルターニュ公国の首都ナントを占領したが、フィリップ6世の息子ノルマンディー公ジャン率いるフランス軍の反撃に遭い、ナントを奪還されモンフォール伯も捕虜になった。しかしモンフォール伯妃ジャンヌ・ド・フランドルがフランス軍への抵抗を続けて粘り、休戦協定が切れたところでエドワード3世もイングランド軍を率いてブルターニュに上陸し、モンフォール派の援軍にかけつけた。イングランド軍はモンフォール派のためにブルターニュのいくつかの都市を占領した。
ブロワ伯が再び劣勢になっていく中、1343年1月19日に教皇クレメンス6世が仲介を行い、マレストロワ条約が締結されて1346年9月29日まで休戦となった。これによりエドワード3世は二人の公位継承者が雌雄を決しえない状況下でモンフォール伯を保護するという名目でブルターニュ半島にイングランド軍を駐屯させられるようになった。このことの戦略的な重要性は、ただちに反撃される危険なしでノルマンディーの最も弱い地点である西側から攻撃することを可能とした点だった。

### クレシーの戦い

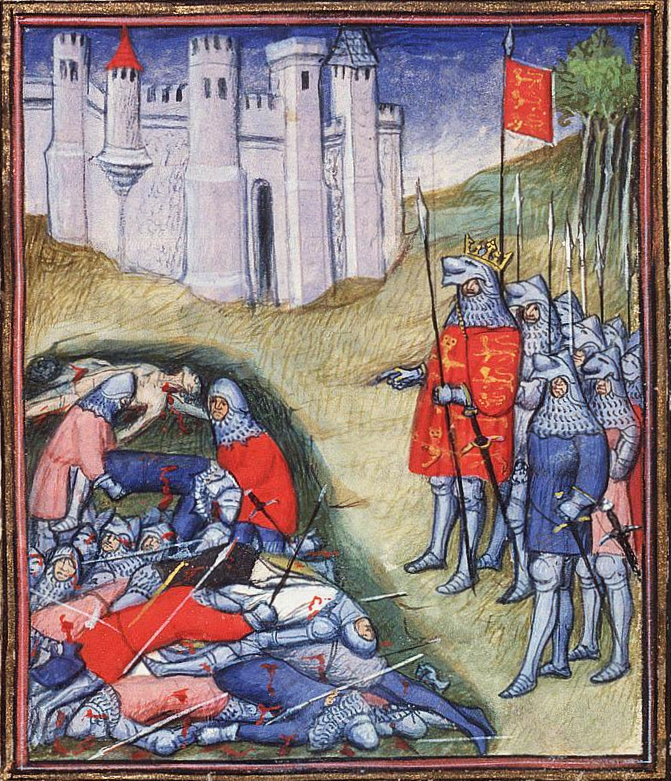
クレシーの戦いで死者の数を数えるエドワード3世を描いた絵画

クレシーの戦いの布陣

エドワード3世率いるイングランド軍は1346年7月にポーツマスからノルマンディーのサン＝ヴァースト＝ラ＝ウーグに上陸した。イングランド軍は道中ひたすら破壊と放火と略奪を繰り返す長距離進軍によって敵軍を挑発して合戦におびき出す「騎行 (Chevauchée)」と呼ばれる行軍方法でノルマンディーを横断したのち北上して1カ月で350キロも踏破した。
この挑発に乗ったフランス王フィリップ6世はフランス軍を率いて迎撃に出た。イングランド軍はポンティユー伯領のクレシー郊外においてエドワード3世率いる本隊、エドワード3世の長男エドワード黒太子や第11代ウォリック伯トマス・ド・ビーチャムの率いる隊、ノーサンプトン伯ウィリアム・ド・ブーンの隊の3隊に分かれて布陣し、8月26日に両軍が激突してクレシーの戦いが発生。戦いはイングランド軍の大勝に終わった。これは長弓部隊による勝利とも、長弓というよりもイングランド軍が防御的陣形を取り、それを維持したためとも言われる。
エドワード3世の息子である黒太子はこの戦いが初陣だった。ウォリック伯の補佐を受けていたとはいえ、黒太子の勇戦はイングランドのみならずフランスにもその武名を轟かせることになった。この戦いでエドワード3世が最も悔やんだのはフランス軍側の身分の高い者が大勢戦死してしまい、捕虜にして身代金を得る機会を逃したことだったという。
クレシーの戦い直後の9月からカレーの包囲をはじめ、翌1347年までにここを陥落させ、8月4日にはエドワード3世がカレーに入城した。エドワード3世はカレーの維持を重視していたので、征服軍の当然の権利と考えられていた破壊や略奪からカレーを守るとともに、輸出羊毛指定市場をカレーに移させた。これはカレーを経済的に自立させるのが目的だった。カレーはこの後百年戦争を超えてメアリー1世の時代の1558年に失われるまでイングランド領であり続ける。
また1346年10月17日には第2代ネヴィル男爵ラルフ・ネヴィルと第2代パーシー男爵ヘンリー・パーシー率いるイングランド軍がネヴィルズ・クロスの戦いにおいてデイヴィッド2世率いるスコットランド軍を破り、デイヴィッド2世を捕虜にすることに成功した。以降デイヴィッド2世は11年にわたって捕虜となり、その間スコットランドの国政はロバート1世の娘の子である執事卿ロバート・ステュアート（後のロバート2世）が主導するようになった。
ブルターニュ方面でも1347年6月20日のラ・ロッシュ＝デリアンの戦いでトマス・ダグワース率いるイングランド軍がブロワ伯を捕虜にする勝利を収めた。
1347年9月28日にはローマ教皇の仲裁によって1355年6月までを期限とする休戦協定をフランスとの間に締結した。

### 黒死病の流行
1347年末に黒死病がイングランドに上陸し、1348年末までにはロンドンに黒死病が到達した。翌1349年は黒死病が最も猛威を振るった年で、2月に予定されていた議会も「突然発生した死をもたらす疫病」により延期となっている。1348年から1349年に広まった黒死病により全イングランドで膨大な数の人が命を落とした。教会も世俗権力も死亡者数の記録を残していないため、死者数の正確な数を割り出すことは困難だが、土地譲渡数からの推計で人口の30％から45％が黒死病で死んだであろうとする推定がある。イングランドの人口はこの黒死病で激減した後、14世紀を通じて黒死病の再流行を繰り返して減少を続け、世紀末には黒死病発生以前の人口の半分である200万人にまで落ち込んでいた。
エドワード3世自身は危機的な時期ロンドンを離れてキングズ・ラングリーとウッドストックの荘園の館で過ごし、黒死病を患うのを避けた。
黒死病による危機的な社会状況にも限らず、当時のエドワード3世の権威は強固だったので政府の権威が傷つくことはほとんどなく、議会の政治的合意が損なわれることもなかった。エドワード3世はクレシーの戦いの大勝により軍事指揮官として名声を確立しており、議会は珍しく王を賞賛して調達された資金の全てが有益に使われたと認めたほどである。そのためエドワード3世は議会から安定的な臨時課税の承認が見込めたし、1340年代と1350年代には財務府長官（後に大法官）のウィンチェスター司教ウィリアム・エディントンの働きのおかげで王庫の金欠状態が回復し、黒死病が襲った時期にも徴税が続けられ、財政的に非常に安定していた。
黒死病による労働力不足に付け込んで多くの労働者が賃上げを要求するようになり、それに成功した労働者は労働者階層にふさわしくない贅沢な身なりや生活をするようになり、社会問題化した。年代記作者ヘンリー・ナイトンは当時の状況を「労働者は酷く思い上がって従順でなくなり、王の命令にまったく敬意を払わない。労働者を雇いたければ彼らの要求に屈するしかない」と表現している。農業労働者も同様であり、より高い賃金を要求して農業労働者の移動が激しくなった。土地所有者たちはこれに憤慨し、国王エドワードに労働者の不当な賃上げ要求を許さない法律の制定を求めるようになった。エドワード3世はこの声に応えて1351年に労働者規制法を制定して賃金率を固定し、農業労働者の移動の抑制を図った。さらに1363年にはぜいたく禁止法を制定し、労働者階級が身分にふさわしくない身なりや生活をするのを規制しようとした（たとえば職人の男女が毛皮を着たり、流行の先のとがった靴を履くなど）。だがあまり効果は上がらなかったという。
黒死病の流行で戦争継続が困難となったため、1354年4月にアヴィニョンでフランスとの和平交渉を試みた。「アンジュー帝国」再興を夢見るエドワード3世は、自分がフランス王位を要求するのを止める条件として、
- アキテーヌ領有を認めること。
- ポワトゥー、トゥーレーヌ、アンジュー、メーヌの割譲と、これらの領土にフランス王が封主とならないこと。

を要求したが、フランス王ジャン2世は拒否したので交渉は決裂、戦争継続となった。

### ガーター騎士団の創設

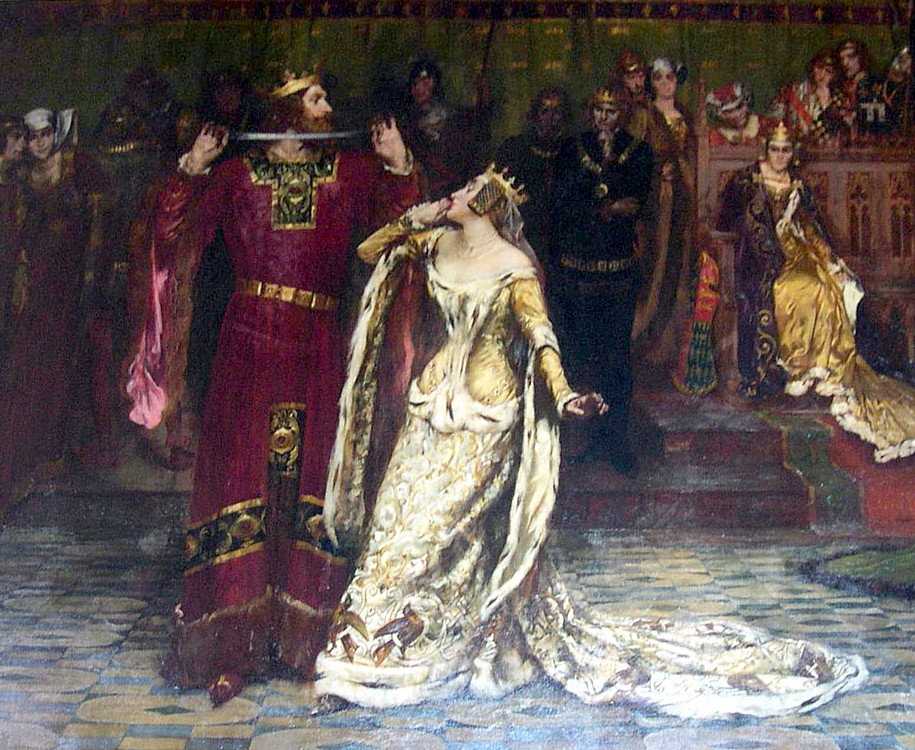
ソールズベリー伯爵夫人ジョアンが落としたガーターをエドワード3世が拾い上げたという逸話を描いた絵画（1901年、アルバート・シュヴァリエ・タイラー画）

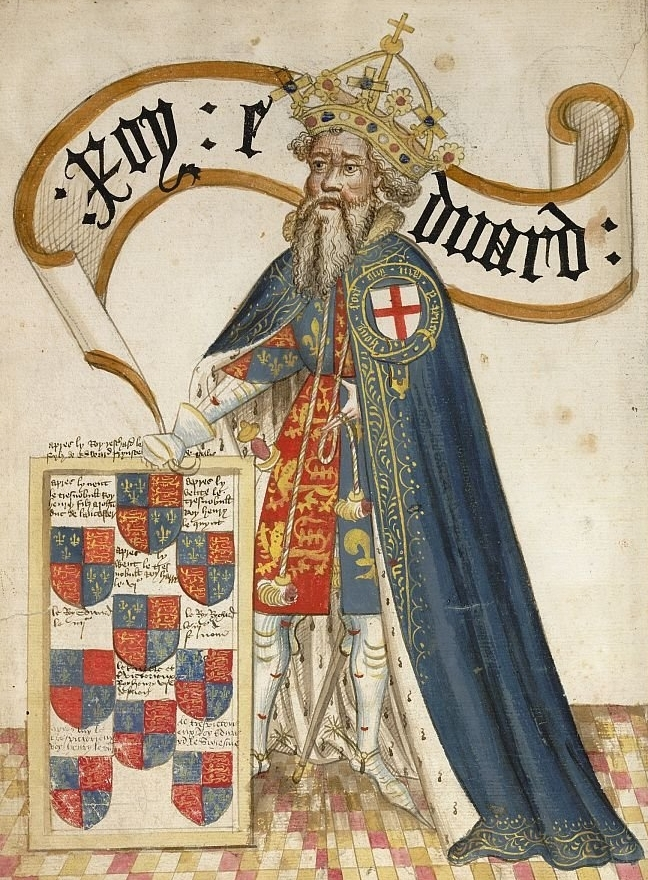
ガーター騎士団員の正装をするエドワード3世を描いた絵（ウィリアム・ブルージェスのブルージェス・ガーター・ブックより）

エドワード3世はアーサー王の円卓の騎士に強い憧れを持っていたと言われ、クレシーの戦いに凱旋してイングランドに帰国した後、イングランドの守護聖人セント・ジョージへの献身を精神的支柱とする騎士団の創設を考え、1348年8月6日にガーター騎士団を創設した。ガーター騎士団は十字軍を契機に創設されたテンプル騎士修道会のような宗教的組織とは異なる、最初の世俗騎士団だった。ウィンザー城周辺から大工と石工を集め、城内にガーター騎士団の本拠地となるカレッジを建設した。最初の騎士団員26名は二組に分けられ、一組はエドワード3世以下13名、もう一組は黒太子以下13名で構成された。
その団員章であるガーター勲章は、ガーター、頸章、星章、レッサー・ジョージ（肩から掛ける綬を止めるもの）から成り、左脚にガーターを付けるのが特徴である。ガーターを左脚に付けるようになった理由は、

エドワード3世が舞踏会でソールズベリー伯爵夫人ジョアン（後のエドワード黒太子妃）とダンスを踊っていたとき、伯爵夫人の靴下止め（ガーター）が外れて落ちてしまい、伯爵夫人は恥かしさで立ちすくんでしまった。それを気遣ったエドワード3世はガーターを拾い上げると自分の左脚につけて「Honi soit qui mal y pense（悪意を抱く者に災いあれ）」と叫び、伯爵夫人の窮地を救った。

という伝説がよく知られている。この伝説の真偽は不明だが、「Honi soit qui mal y pense」は騎士団のモットーになっている。エドワード3世が創設したガーター勲章（ガーター騎士団）は今日までイングランド最高勲章として連綿として続いている。

### ポワティエの戦いとブレティニー条約 (カレー条約)
1355年に休戦協定が切れたが、エドワード3世は当時スコットランド政策に忙殺されていたので、同年9月に黒太子をガスコーニュに送り込み、彼の指揮のもとに対フランス戦争を再開した。黒太子率いるイングランド軍は10月から11月にかけて「騎行」しながら900キロを踏破し、地中海に近いナルボンヌまで到達した後に引き返した。翌春にイングランド軍はフランス領への直接攻撃を開始し、ベリー地方、ロワール川地方へ向かい、その地方の農作物や家畜などを徹底的に破壊した。さらにフランス王権にとって中心地のひとつだったブルッヘを占領した。ブルージュ陥落で忍耐が切れたジャン2世はフランス軍を結集して黒太子の追撃を開始した。そして1356年9月19日に両軍はポワティエから南西15キロの地点で対戦（ポワティエの戦い）、数で劣るイングランド軍が大勝をおさめ、フランス王ジャン2世はイングランド軍の捕虜となった。
エドワード3世は、捕虜になったジャン2世や、ジャン2世捕虜後にフランス摂政として国政を指導するようになったジャン2世の長男シャルル（後のシャルル5世）と交渉を繰り返し、最終的に1360年5月8日にブレティニーにおいて英仏の和平条約の仮条約であるブレティニー条約が締結された。これによりエドワード3世はポワトゥーを含むアキテーヌ公領を封主権付で委譲され、カレーとその周辺地域、ポンティユー伯領、ギュイーヌ伯領の割譲を受けた。さらにフランス王の身代金として分割払いで300万ロワイヤル金貨を受け取ることになった。その代わりにエドワード3世が放棄したのはフランス王位のみだった。10月24日にはブレティニー条約の本条約となるカレー条約が締結された。
だがフランスからの身代金の支払いは滞り、エドワード3世は身代金全額を受ける前にジャン2世を釈放する代わりとして、ジャン2世の第2王子アンジュー公ルイ、第3王子ベリー公ジャン、王弟オルレアン公フィリップを含む40人の人質をロンドンに送ることをフランスに要求した。要求通り人質が送られてきたが、1363年9月には人質の一人であるアンジュー公がロンドンから大陸のカレーに移されたのを好機として脱走した。釈放されていたジャン2世は代わりの人質が逃げたのなら自分が戻るしかないと言って自らの意思でロンドンへ戻ってきたので再びジャン2世を捕虜にしたが、ジャン2世は翌64年4月8日にロンドンで崩御し、摂政シャルルがシャルル5世として即位した。

### カスティーリャで英仏代理戦争
1366年1月にフランス王シャルル5世はカスティーリャ王ペドロ1世と対立する庶兄エンリケを擁立し、ベルトラン・デュ・ゲクラン率いる傭兵団にカスティーリャ遠征を開始させ、わずか3カ月で首都ブルゴスを攻略してエンリケをエンリケ2世として即位させた。王位を追われたペドロ1世はイングランドの庇護を受けようとアキテーヌに亡命してきた。当時アキテーヌはフランス王の宗主権がなくなっていたのでエドワード3世が宗主で黒太子がアキテーヌ卿となっており、ボルドーに黒太子の宮廷が置かれていた。黒太子は9月23日にペドロ1世との間にリブルヌ条約を締結して同盟を結び、以降カスティーリャ内乱は英仏代理戦争と化すことになった。
1367年4月3日、黒太子の支援を受けるペドロ1世軍はナヘラの戦いでフランスの支援を受けるエンリケ2世軍を撃破し、黒太子はペドロ1世をカスティーリャ王に復位させた。しかし黒太子はカスティーリャに滞在していた際に病を患ったうえ、出兵にかかった費用の回収のためにアキテーヌで増税を行ったことが反発を招いた。特にアルマニャック伯ジャン1世やアルブレ卿アルノー＝アマニュー・ダルブレといった南部ガスコーニュ貴族が強く反発し、彼らはフランス王シャルル5世に訴え出た。カレー条約でアキテーヌへの宗主権を放棄したはずのシャルル5世はこれを口実に1369年11月30日にアキテーヌ没収を宣言。エドワード3世はこれをフランスによるカレー条約の破棄宣言と見なし、再びフランス王を名乗り、アキテーヌを舞台に百年戦争が再開された。

### 百年戦争再開と戦況悪化
しかし再戦後のイングランドの戦況は思わしくなかった。カスティーリャでは1369年3月にデュ・ゲクランらフランス軍の支援を受けるエンリケ2世がペドロ1世を撃破していた。さらにデュ・ゲクランは1370年10月にフランス大元帥に任命されてフランス全軍の指揮官となり、「騎行」を行っていたイングランド軍を12月4日のポンヴァランの戦いで破った。さらに1372年にはポワトゥー、オニス、サントンジュの北アキテーヌ三地方がフランス軍に占領された。7月7日にはポワティエ、9月8日にはラ・ロシェルが陥落した。イングランド王の支配領域は急速に縮まった。
1375年7月1日にエドワード3世とシャルル5世はブルージュにおいて2年間の休戦協定であるブルージュ条約を結んだ。その間、フランスとの和平交渉に着手したが、平行線に終わり、休戦が切れる前にエドワード3世は崩御することになる。

### 治世末の権威の低下と善良議会

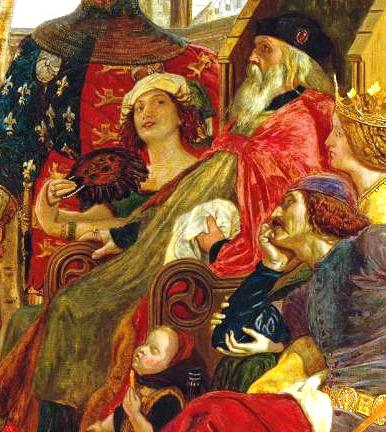
エドワード3世と愛妾アリス・ペラーズを描いた絵画（フォード・マドックス・ブラウン画）

1360年代は国内においてエドワード3世に対する圧力はほとんど存在しないに等しかったが、エドワードの治世最後の10年間の1367年から1377年にかけては羊毛取引が衰退し、それに伴いエドワードの権威が低下した。1369年からフランスとの戦争が再開したが、前述のとおりイングランド軍の苦戦が続き、1370年代には重税が定期的に課せられた。1371年から1381年にかけて徴税された額は40万ポンドに及ぶが、これは中世後期において最も重い課税額に限りなく近い物である。そのため国民の厭戦気分も高まった。
またエドワードは1369年にフィリッパ王妃が崩御した後には肉体的・精神的衰えが目立つようになり、愛妾アリス・ペラーズを溺愛し、彼女の求める物は何でも与えたばかりか、政治に介入することも許した。政治も戦争も他人任せになり始め、四男のランカスター公ジョン・オブ・ゴーントが権勢を振るうようになった。1375年にはフランスとの間に2年の休戦協定が締結されたが、休戦明けにはカスティーリャの参戦と情勢の一層の悪化が予想されていたため、政府は勝利の見通しをもって議会に臨むことができなかった。
こうした状況のため、治世末の議会は政府に敵対姿勢を取ることが多くなった。1371年の議会ではエドワード3世の宰相たる大法官ウィンチェスター司教ウィカムのウィリアムに対して貴族たちが強く反発し、彼の解任が課税承認の条件にされたため、エドワード3世はやむなく彼を大法官から解任している。
特に反抗が激しかったのが1376年4月に召集された議会、いわゆる善良議会である。善良議会は中世期の議会の中でも最も高名な議会の一つであるが、それは州・都市代表の平民の議員（庶民院議員）がかつてないほど活発に王権に対抗したためである。平民議員の反抗の根底には3種の不満があったと見られる。第一に戦局悪化状態での休戦に対する不満、第二に宮廷の腐敗への怒り、第三に商業上の不満である。第三については輸出羊毛指定市場商人組合に属するイングランド商人とアウトサイダーたち（特にイタリア商人）の対立が背景にあった。15世紀以降にはこうした組合は政府の人為的な市場制限によって市場独占の機会を獲得し、組合はその利益の中から政府に財政的便宜を図るという共生関係ができあがるが、組合が発足してまだ十年前後のこの時期にはこの関係が安定的にできておらず、むしろイタリア商人と宮廷が結託していたからである。
善良議会は中世議会としては異例の長期にわたり、7月までの2カ月半にわたって続いた。その間、善良議会で取り決められたことは、
- 3年にわたる関税徴収を承認。
- アリス・ペラーズの宮廷からの追放。
- 諸侯の助言により選ばれた9名の聖俗諸侯から成る評議会に国王補佐権を付与すること。
- 第4代ラティマー男爵（英語版）ウィリアム・ラティマー（英語版）や第3代ネヴィル男爵（英語版）ジョン・ネヴィル（英語版）ら国王側近の弾劾（前者は逮捕、後者は解任）。

などである。特に議会における政府高官弾劾という新たな刑事裁判手続き（庶民院が国王政府の大臣や役人を告発し、貴族院が裁判所を構成して判決を下す）がこの議会で初めて導入されたことは特筆される。これが前例となって17世紀から18世紀にかけての議会政治確立期に政府高官の弾劾が多用されることになる。
善良議会で平民議員たちが勝利を収めることができたのは彼らが団結して王権に抵抗したからである。また平民議員たちはピーター・ド・ラ・メアーを代表者に立てて行動したが、メアーは第3代マーチ伯エドマンド・モーティマーの執事であるため、マーチ伯やその同僚たちの保護を受けられたことも大きかった。メアーは後世に最初の庶民院議長と見なされる人物となった。
善良議会後、国王を監視する評議会が発足したものの、わずか3カ月しか続かず、エドワードの反転攻勢を許した。1377年1月に召集された議会は、善良議会で弾劾された者たちに恩赦を与えたうえ、庶民院議長メアーを一定期間収監した。さらにエドワードの資金確保のために最初の人頭税の導入にまで同意した。この議会はエドワードによる反動を許した議会として不良議会と呼ばれている。

### 晩年と崩御
エドワード3世は善良議会に追放されていた愛妾アリス・ペラーズを宮廷に呼び戻し、彼女と晩年を過ごした。1377年6月、ロンドン・リッチモンドのシーン宮殿で死期を迎えようとしていたエドワード3世に対して、アリスは深い息だけで呼び声に答えない王の状態を確認するや彼の指から指輪を抜き取り、宝石箱からも洗いざらいの宝石を盗んで宮廷を退去した。召使たちも一人、また一人と宮殿から退去していき、最期までエドワード3世の傍に残ったのは教戒師一人だけだった。6月21日、エドワード3世は教戒師が乗せた十字架を胸にして崩御した。64歳だった。
4年前に崩御していた王妃フィリッパと同じウェストミンスター寺院に葬られた。
長男の黒太子は善良議会会期中の1376年に先立っており、王位は黒太子の次男でエドワード3世の嫡孫にあたる10歳のリチャード2世が継承した。

## 子女
エドワード3世と王妃フィリッパの間には以下の七男五女があったが、うち二男一女は早世している。
- 第1子（長男）エドワード黒太子（1330年 - 1376年） - コーンウォール公、アキテーヌ公、父に先立つ。リチャード2世の父。
- 第2子（長女）イザベラ（英語版）（1332年 - 1379年） - ソワソン女伯。ベッドフォード伯アンゲラン7世・ド・クシーと結婚、娘マリーはバル公ロベール1世の嗣子であったアンリ・ド・マルルと結婚。
- 第3子（次女）ジョーン（英語版）（1333年 - 1348年） - カスティーリャ王ペドロ1世と婚約したが、結婚前にペストで死去した。
- 第4子（次男）ウィリアム・オブ・ハットフィールド（1337年）早世
- 第5子（三男）ライオネル・オブ・アントワープ（1338年 - 1368年） - クラレンス公
- 第6子（四男）ジョン・オブ・ゴーント（1340年 - 1399年） - ランカスター公、ヘンリー4世の父。ランカスター朝の祖。
- 第7子（五男）エドマンド・オブ・ラングリー（1341年 - 1402年） - ヨーク公、ヨーク朝の祖。
- 第8子（三女）ブランシェ（1342年）早世
- 第9子（四女）メアリー（英語版）（1344年 - 1362年） - ブルターニュ公ジャン4世と結婚
- 第10子（五女）マーガレット（1346年 - 1361年） - 2代ペンブルック伯ジョン・ヘイスティングスと結婚
- 第11子（六男）ウィリアム・オブ・ウィンザー（1348年） 早世
- 第12子（七男）トマス・オブ・ウッドストック（1355年 - 1397年） - グロスター公

長男のエドワード黒太子に1337年にイングランドで最初の公爵位であるコーンウォール公を授け、1343年に皇太子としてプリンス・オブ・ウェールズの称号を与えた。他の4人の息子たちにもクラレンス公、ランカスター公、ヨーク公、グロスター公を叙爵、あるいは相続させた。
後にランカスター朝を開くヘンリー4世はジョン・オブ・ゴーントの息子であり、ヨーク朝の諸王の父や祖父であるヨーク公リチャードはライオネル・オブ・アントワープとエドマンド・オブ・ラングリーの両方の血を引いている。
アメリカ合衆国初代大統領のジョージ・ワシントンは，女系からエドワード3世の14世孫である。
また愛妾アリス・ペラーズとの間に以下の非嫡出子の3子を儲けた。
- 第1子ジョン（英語版）(1364年頃 - 1383年) 騎士
- 第2子ジェーン(1365年頃 - ?) リチャード・ノースランドと結婚
- 第3子ジョアン(1366年頃 - 1431年以前) 庶民院議員ロバート・スカーネ（英語版）と結婚

## 系図

### プランタジネット朝
|             |            |            |            |            |            |  |  |               |               |               |               |               |               |  |  |                  |                  |                  |                  |                  |                  |  |  |            |            |            |            |            |            |  |  |                    |                    |                    |                    |                    |                    |  |  |              |              |              |              |              |              |  |  |  |  |  |  |  |  |  |  |  |  |  |  |  |  |  |  |  |  |  |  |  |  |  |  |  |  |  |  |  |  |  |  |  |  |  |  |  |  |  |  |  |  |  |  |
| ヘンリー2世 |            |            |            |            |            |  |  |               |               |               |               |               |               |  |  |                  |                  |                  |                  |                  |                  |  |  |            |            |            |            |            |            |  |  |                    |                    |                    |                    |                    |                    |  |  |              |              |              |              |              |              |  |  |  |  |  |  |  |  |  |  |  |  |  |  |  |  |  |  |  |  |  |  |  |  |  |  |  |  |  |  |  |  |  |  |  |  |  |  |  |  |  |  |  |  |  |  |
|             |            |            |            |            |            |  |  |               |               |               |               |               |               |  |  |                  |                  |                  |                  |                  |                  |  |  |            |            |            |            |            |            |  |  |                    |                    |                    |                    |                    |                    |  |  |              |              |              |              |              |              |  |  |  |  |  |  |  |  |  |  |  |  |  |  |  |  |  |  |  |  |  |  |  |  |  |  |  |  |  |  |  |  |  |  |  |  |  |  |  |  |  |  |  |  |  |  |
|             |            |            |            |            |            |  |  |               |               |               |               |               |               |  |  |                  |                  |                  |                  |                  |                  |  |  |            |            |            |            |            |            |  |  |                    |                    |                    |                    |                    |                    |  |  |              |              |              |              |              |              |  |  |  |  |  |  |  |  |  |  |  |  |  |  |  |  |  |  |  |  |  |  |  |  |  |  |  |  |  |  |  |  |  |  |  |  |  |  |  |  |  |  |  |  |  |  |
| 若ヘンリー  | 若ヘンリー | 若ヘンリー | 若ヘンリー | 若ヘンリー | 若ヘンリー |  |  | リチャード1世 | リチャード1世 | リチャード1世 | リチャード1世 | リチャード1世 | リチャード1世 |  |  | ジョン           | ジョン           | ジョン           | ジョン           | ジョン           | ジョン           |  |  |            |            |            |            |            |            |  |  |                    |                    |                    |                    |                    |                    |  |  |              |              |              |              |              |              |  |  |  |  |  |  |  |  |  |  |  |  |  |  |  |  |  |  |  |  |  |  |  |  |  |  |  |  |  |  |  |  |  |  |  |  |  |  |  |  |  |  |  |  |  |  |
| 若ヘンリー  | 若ヘンリー | 若ヘンリー | 若ヘンリー | 若ヘンリー | 若ヘンリー |  |  | リチャード1世 | リチャード1世 | リチャード1世 | リチャード1世 | リチャード1世 | リチャード1世 |  |  | ジョン           | ジョン           | ジョン           | ジョン           | ジョン           | ジョン           |  |  |            |            |            |            |            |            |  |  |                    |                    |                    |                    |                    |                    |  |  |              |              |              |              |              |              |  |  |  |  |  |  |  |  |  |  |  |  |  |  |  |  |  |  |  |  |  |  |  |  |  |  |  |  |  |  |  |  |  |  |  |  |  |  |  |  |  |  |  |  |  |  |
|             |            |            |            |            |            |  |  |               |               |               |               |               |               |  |  | ヘンリー3世      |                  |                  |                  |                  |                  |  |  |            |            |            |            |            |            |  |  |                    |                    |                    |                    |                    |                    |  |  |              |              |              |              |              |              |  |  |  |  |  |  |  |  |  |  |  |  |  |  |  |  |  |  |  |  |  |  |  |  |  |  |  |  |  |  |  |  |  |  |  |  |  |  |  |  |  |  |  |  |  |  |
|             |            |            |            |            |            |  |  |               |               |               |               |               |               |  |  |                  |                  |                  |                  |                  |                  |  |  |            |            |            |            |            |            |  |  |                    |                    |                    |                    |                    |                    |  |  |              |              |              |              |              |              |  |  |  |  |  |  |  |  |  |  |  |  |  |  |  |  |  |  |  |  |  |  |  |  |  |  |  |  |  |  |  |  |  |  |  |  |  |  |  |  |  |  |  |  |  |  |
|             |            |            |            |            |            |  |  |               |               |               |               |               |               |  |  | エドワード1世    |                  |                  |                  |                  |                  |  |  |            |            |            |            |            |            |  |  |                    |                    |                    |                    |                    |                    |  |  |              |              |              |              |              |              |  |  |  |  |  |  |  |  |  |  |  |  |  |  |  |  |  |  |  |  |  |  |  |  |  |  |  |  |  |  |  |  |  |  |  |  |  |  |  |  |  |  |  |  |  |  |
|             |            |            |            |            |            |  |  |               |               |               |               |               |               |  |  |                  |                  |                  |                  |                  |                  |  |  |            |            |            |            |            |            |  |  |                    |                    |                    |                    |                    |                    |  |  |              |              |              |              |              |              |  |  |  |  |  |  |  |  |  |  |  |  |  |  |  |  |  |  |  |  |  |  |  |  |  |  |  |  |  |  |  |  |  |  |  |  |  |  |  |  |  |  |  |  |  |  |
|             |            |            |            |            |            |  |  |               |               |               |               |               |               |  |  | エドワード2世    |                  |                  |                  |                  |                  |  |  |            |            |            |            |            |            |  |  |                    |                    |                    |                    |                    |                    |  |  |              |              |              |              |              |              |  |  |  |  |  |  |  |  |  |  |  |  |  |  |  |  |  |  |  |  |  |  |  |  |  |  |  |  |  |  |  |  |  |  |  |  |  |  |  |  |  |  |  |  |  |  |
|             |            |            |            |            |            |  |  |               |               |               |               |               |               |  |  |                  |                  |                  |                  |                  |                  |  |  |            |            |            |            |            |            |  |  |                    |                    |                    |                    |                    |                    |  |  |              |              |              |              |              |              |  |  |  |  |  |  |  |  |  |  |  |  |  |  |  |  |  |  |  |  |  |  |  |  |  |  |  |  |  |  |  |  |  |  |  |  |  |  |  |  |  |  |  |  |  |  |
|             |            |            |            |            |            |  |  |               |               |               |               |               |               |  |  | エドワード3世    |                  |                  |                  |                  |                  |  |  |            |            |            |            |            |            |  |  |                    |                    |                    |                    |                    |                    |  |  |              |              |              |              |              |              |  |  |  |  |  |  |  |  |  |  |  |  |  |  |  |  |  |  |  |  |  |  |  |  |  |  |  |  |  |  |  |  |  |  |  |  |  |  |  |  |  |  |  |  |  |  |
|             |            |            |            |            |            |  |  |               |               |               |               |               |               |  |  |                  |                  |                  |                  |                  |                  |  |  |            |            |            |            |            |            |  |  |                    |                    |                    |                    |                    |                    |  |  |              |              |              |              |              |              |  |  |  |  |  |  |  |  |  |  |  |  |  |  |  |  |  |  |  |  |  |  |  |  |  |  |  |  |  |  |  |  |  |  |  |  |  |  |  |  |  |  |  |  |  |  |
|             |            |            |            |            |            |  |  |               |               |               |               |               |               |  |  |                  |                  |                  |                  |                  |                  |  |  |            |            |            |            |            |            |  |  |                    |                    |                    |                    |                    |                    |  |  |              |              |              |              |              |              |  |  |  |  |  |  |  |  |  |  |  |  |  |  |  |  |  |  |  |  |  |  |  |  |  |  |  |  |  |  |  |  |  |  |  |  |  |  |  |  |  |  |  |  |  |  |
|             |            |            |            |            |            |  |  |               |               |               |               |               |               |  |  | エドワード黒太子 | エドワード黒太子 | エドワード黒太子 | エドワード黒太子 | エドワード黒太子 | エドワード黒太子 |  |  | ライオネル | ライオネル | ライオネル | ライオネル | ライオネル | ライオネル |  |  | ジョン             | ジョン             | ジョン             | ジョン             | ジョン             | ジョン             |  |  | エドマンド   | エドマンド   | エドマンド   | エドマンド   | エドマンド   | エドマンド   |  |  |  |  |  |  |  |  |  |  |  |  |  |  |  |  |  |  |  |  |  |  |  |  |  |  |  |  |  |  |  |  |  |  |  |  |  |  |  |  |  |  |  |  |  |  |
|             |            |            |            |            |            |  |  |               |               |               |               |               |               |  |  | エドワード黒太子 | エドワード黒太子 | エドワード黒太子 | エドワード黒太子 | エドワード黒太子 | エドワード黒太子 |  |  | ライオネル | ライオネル | ライオネル | ライオネル | ライオネル | ライオネル |  |  | ジョン             | ジョン             | ジョン             | ジョン             | ジョン             | ジョン             |  |  | エドマンド   | エドマンド   | エドマンド   | エドマンド   | エドマンド   | エドマンド   |  |  |  |  |  |  |  |  |  |  |  |  |  |  |  |  |  |  |  |  |  |  |  |  |  |  |  |  |  |  |  |  |  |  |  |  |  |  |  |  |  |  |  |  |  |  |
|             |            |            |            |            |            |  |  |               |               |               |               |               |               |  |  |                  |                  |                  |                  |                  |                  |  |  |            |            |            |            |            |            |  |  |                    |                    |                    |                    |                    |                    |  |  |              |              |              |              |              |              |  |  |  |  |  |  |  |  |  |  |  |  |  |  |  |  |  |  |  |  |  |  |  |  |  |  |  |  |  |  |  |  |  |  |  |  |  |  |  |  |  |  |  |  |  |  |
|             |            |            |            |            |            |  |  |               |               |               |               |               |               |  |  | リチャード2世    | リチャード2世    | リチャード2世    | リチャード2世    | リチャード2世    | リチャード2世    |  |  |            |            |            |            |            |            |  |  | （ランカスター朝） | （ランカスター朝） | （ランカスター朝） | （ランカスター朝） | （ランカスター朝） | （ランカスター朝） |  |  | （ヨーク朝） | （ヨーク朝） | （ヨーク朝） | （ヨーク朝） | （ヨーク朝） | （ヨーク朝） |  |  |  |  |  |  |  |  |  |  |  |  |  |  |  |  |  |  |  |  |  |  |  |  |  |  |  |  |  |  |  |  |  |  |  |  |  |  |  |  |  |  |  |  |  |  |

### ランカスター朝
|                                      |                                      |                                      |                                      |                                      |                                      |  |  |            |            |            |            |            |            |  |  |                                |                                |                                |                                |                                |                                |  |  |                      |                      |                      |                      |                      |                      |  |  |              |            |            |            |            |            |  |  |  |  |  |  |  |  |  |  |  |  |  |  |  |  |  |  |  |  |  |  |  |  |  |  |
| （プランタジネット朝） エドワード3世 |                                      |                                      |                                      |                                      |                                      |  |  |            |            |            |            |            |            |  |  |                                |                                |                                |                                |                                |                                |  |  |                      |                      |                      |                      |                      |                      |  |  |              |            |            |            |            |            |  |  |  |  |  |  |  |  |  |  |  |  |  |  |  |  |  |  |  |  |  |  |  |  |  |  |
|                                      |                                      |                                      |                                      |                                      |                                      |  |  |            |            |            |            |            |            |  |  |                                |                                |                                |                                |                                |                                |  |  |                      |                      |                      |                      |                      |                      |  |  |              |            |            |            |            |            |  |  |  |  |  |  |  |  |  |  |  |  |  |  |  |  |  |  |  |  |  |  |  |  |  |  |
|                                      |                                      |                                      |                                      |                                      |                                      |  |  |            |            |            |            |            |            |  |  |                                |                                |                                |                                |                                |                                |  |  |                      |                      |                      |                      |                      |                      |  |  |              |            |            |            |            |            |  |  |  |  |  |  |  |  |  |  |  |  |  |  |  |  |  |  |  |  |  |  |  |  |  |  |
| エドワード黒太子                     | エドワード黒太子                     | エドワード黒太子                     | エドワード黒太子                     | エドワード黒太子                     | エドワード黒太子                     |  |  | ライオネル | ライオネル | ライオネル | ライオネル | ライオネル | ライオネル |  |  | ジョン                         | ジョン                         | ジョン                         | ジョン                         | ジョン                         | ジョン                         |  |  |                      |                      |                      |                      |                      |                      |  |  | エドマンド   | エドマンド | エドマンド | エドマンド | エドマンド | エドマンド |  |  |  |  |  |  |  |  |  |  |  |  |  |  |  |  |  |  |  |  |  |  |  |  |  |  |
| エドワード黒太子                     | エドワード黒太子                     | エドワード黒太子                     | エドワード黒太子                     | エドワード黒太子                     | エドワード黒太子                     |  |  | ライオネル | ライオネル | ライオネル | ライオネル | ライオネル | ライオネル |  |  | ジョン                         | ジョン                         | ジョン                         | ジョン                         | ジョン                         | ジョン                         |  |  |                      |                      |                      |                      |                      |                      |  |  | エドマンド   | エドマンド | エドマンド | エドマンド | エドマンド | エドマンド |  |  |  |  |  |  |  |  |  |  |  |  |  |  |  |  |  |  |  |  |  |  |  |  |  |  |
|                                      |                                      |                                      |                                      |                                      |                                      |  |  |            |            |            |            |            |            |  |  |                                |                                |                                |                                |                                |                                |  |  |                      |                      |                      |                      |                      |                      |  |  |              |            |            |            |            |            |  |  |  |  |  |  |  |  |  |  |  |  |  |  |  |  |  |  |  |  |  |  |  |  |  |  |
| （プランタジネット朝） リチャード2世 | （プランタジネット朝） リチャード2世 | （プランタジネット朝） リチャード2世 | （プランタジネット朝） リチャード2世 | （プランタジネット朝） リチャード2世 | （プランタジネット朝） リチャード2世 |  |  |            |            |            |            |            |            |  |  | （ランカスター朝） ヘンリー4世 | （ランカスター朝） ヘンリー4世 | （ランカスター朝） ヘンリー4世 | （ランカスター朝） ヘンリー4世 | （ランカスター朝） ヘンリー4世 | （ランカスター朝） ヘンリー4世 |  |  | ジョン・ボーフォート | ジョン・ボーフォート | ジョン・ボーフォート | ジョン・ボーフォート | ジョン・ボーフォート | ジョン・ボーフォート |  |  |              |            |            |            |            |            |  |  |  |  |  |  |  |  |  |  |  |  |  |  |  |  |  |  |  |  |  |  |  |  |  |  |
| （プランタジネット朝） リチャード2世 | （プランタジネット朝） リチャード2世 | （プランタジネット朝） リチャード2世 | （プランタジネット朝） リチャード2世 | （プランタジネット朝） リチャード2世 | （プランタジネット朝） リチャード2世 |  |  |            |            |            |            |            |            |  |  | （ランカスター朝） ヘンリー4世 | （ランカスター朝） ヘンリー4世 | （ランカスター朝） ヘンリー4世 | （ランカスター朝） ヘンリー4世 | （ランカスター朝） ヘンリー4世 | （ランカスター朝） ヘンリー4世 |  |  | ジョン・ボーフォート | ジョン・ボーフォート | ジョン・ボーフォート | ジョン・ボーフォート | ジョン・ボーフォート | ジョン・ボーフォート |  |  |              |            |            |            |            |            |  |  |  |  |  |  |  |  |  |  |  |  |  |  |  |  |  |  |  |  |  |  |  |  |  |  |
|                                      |                                      |                                      |                                      |                                      |                                      |  |  |            |            |            |            |            |            |  |  |                                |                                |                                |                                |                                |                                |  |  |                      |                      |                      |                      |                      |                      |  |  |              |            |            |            |            |            |  |  |  |  |  |  |  |  |  |  |  |  |  |  |  |  |  |  |  |  |  |  |  |  |  |  |
|                                      |                                      |                                      |                                      |                                      |                                      |  |  |            |            |            |            |            |            |  |  | ヘンリー5世                    |                                |                                |                                |                                |                                |  |  |                      |                      |                      |                      |                      |                      |  |  |              |            |            |            |            |            |  |  |  |  |  |  |  |  |  |  |  |  |  |  |  |  |  |  |  |  |  |  |  |  |  |  |
|                                      |                                      |                                      |                                      |                                      |                                      |  |  |            |            |            |            |            |            |  |  |                                |                                |                                |                                |                                |                                |  |  |                      |                      |                      |                      |                      |                      |  |  | （ヨーク朝） |            |            |            |            |            |  |  |  |  |  |  |  |  |  |  |  |  |  |  |  |  |  |  |  |  |  |  |  |  |  |  |
|                                      |                                      |                                      |                                      |                                      |                                      |  |  |            |            |            |            |            |            |  |  | ヘンリー6世                    |                                |                                |                                |                                |                                |  |  |                      |                      |                      |                      |                      |                      |  |  |              |            |            |            |            |            |  |  |  |  |  |  |  |  |  |  |  |  |  |  |  |  |  |  |  |  |  |  |  |  |  |  |
|                                      |                                      |                                      |                                      |                                      |                                      |  |  |            |            |            |            |            |            |  |  |                                |                                |                                |                                |                                |                                |  |  | （テューダー朝）     |                      |                      |                      |                      |                      |  |  |              |            |            |            |            |            |  |  |  |  |  |  |  |  |  |  |  |  |  |  |  |  |  |  |  |  |  |  |  |  |  |  |

### ヨーク朝
|                              |                              |                              |                              |                              |                              |  |  |                                      |               |               |               |                              |               |  |  |               |               |               |               |               |               |  |  |  |  |  |  |  |  |  |  |  |  |  |  |  |  |  |  |  |  |
|                              |                              |                              |                              |                              |                              |  |  | （プランタジネット朝） エドワード3世 |               |               |               |                              |               |  |  |               |               |               |               |               |               |  |  |  |  |  |  |  |  |  |  |  |  |  |  |  |  |  |  |  |  |
|                              |                              |                              |                              |                              |                              |  |  |                                      |               |               |               |                              |               |  |  |               |               |               |               |               |               |  |  |  |  |  |  |  |  |  |  |  |  |  |  |  |  |  |  |  |  |
|                              |                              |                              |                              |                              |                              |  |  |                                      |               |               |               |                              |               |  |  |               |               |               |               |               |               |  |  |  |  |  |  |  |  |  |  |  |  |  |  |  |  |  |  |  |  |
| ジョン                       | ジョン                       | ジョン                       | ジョン                       | ジョン                       | ジョン                       |  |  | ライオネル                           | ライオネル    | ライオネル    | ライオネル    | ライオネル                   | ライオネル    |  |  | エドマンド    | エドマンド    | エドマンド    | エドマンド    | エドマンド    | エドマンド    |  |  |  |  |  |  |  |  |  |  |  |  |  |  |  |  |  |  |  |  |
| ジョン                       | ジョン                       | ジョン                       | ジョン                       | ジョン                       | ジョン                       |  |  | ライオネル                           | ライオネル    | ライオネル    | ライオネル    | ライオネル                   | ライオネル    |  |  | エドマンド    | エドマンド    | エドマンド    | エドマンド    | エドマンド    | エドマンド    |  |  |  |  |  |  |  |  |  |  |  |  |  |  |  |  |  |  |  |  |
|                              |                              |                              |                              |                              |                              |  |  |                                      |               |               |               |                              |               |  |  |               |               |               |               |               |               |  |  |  |  |  |  |  |  |  |  |  |  |  |  |  |  |  |  |  |  |
| (ランカスター朝)             |                              |                              |                              |                              |                              |  |  |                                      |               |               |               |                              |               |  |  |               |               |               |               |               |               |  |  |  |  |  |  |  |  |  |  |  |  |  |  |  |  |  |  |  |  |
|                              |                              |                              |                              |                              |                              |  |  |                                      |               |               |               | リチャード・プランタジネット |               |  |  |               |               |               |               |               |               |  |  |  |  |  |  |  |  |  |  |  |  |  |  |  |  |  |  |  |  |
|                              |                              |                              |                              |                              |                              |  |  |                                      |               |               |               |                              |               |  |  |               |               |               |               |               |               |  |  |  |  |  |  |  |  |  |  |  |  |  |  |  |  |  |  |  |  |
|                              |                              |                              |                              |                              |                              |  |  |                                      |               |               |               |                              |               |  |  |               |               |               |               |               |               |  |  |  |  |  |  |  |  |  |  |  |  |  |  |  |  |  |  |  |  |
|                              |                              |                              |                              |                              |                              |  |  |                                      |               |               |               | （ヨーク朝）                 |               |  |  |               |               |               |               |               |               |  |  |  |  |  |  |  |  |  |  |  |  |  |  |  |  |  |  |  |  |
|                              |                              |                              |                              |                              |                              |  |  | エドワード4世                        | エドワード4世 | エドワード4世 | エドワード4世 | エドワード4世                | エドワード4世 |  |  | リチャード3世 | リチャード3世 | リチャード3世 | リチャード3世 | リチャード3世 | リチャード3世 |  |  |  |  |  |  |  |  |  |  |  |  |  |  |  |  |  |  |  |  |
|                              |                              |                              |                              |                              |                              |  |  | エドワード4世                        | エドワード4世 | エドワード4世 | エドワード4世 | エドワード4世                | エドワード4世 |  |  | リチャード3世 | リチャード3世 | リチャード3世 | リチャード3世 | リチャード3世 | リチャード3世 |  |  |  |  |  |  |  |  |  |  |  |  |  |  |  |  |  |  |  |  |
|                              |                              |                              |                              |                              |                              |  |  |                                      |               |               |               |                              |               |  |  |               |               |               |               |               |               |  |  |  |  |  |  |  |  |  |  |  |  |  |  |  |  |  |  |  |  |
| （テューダー朝） ヘンリー7世 | （テューダー朝） ヘンリー7世 | （テューダー朝） ヘンリー7世 | （テューダー朝） ヘンリー7世 | （テューダー朝） ヘンリー7世 | （テューダー朝） ヘンリー7世 |  |  | エリザベス                           | エリザベス    | エリザベス    | エリザベス    | エリザベス                   | エリザベス    |  |  | エドワード5世 | エドワード5世 | エドワード5世 | エドワード5世 | エドワード5世 | エドワード5世 |  |  |  |  |  |  |  |  |  |  |  |  |  |  |  |  |  |  |  |  |
| （テューダー朝） ヘンリー7世 | （テューダー朝） ヘンリー7世 | （テューダー朝） ヘンリー7世 | （テューダー朝） ヘンリー7世 | （テューダー朝） ヘンリー7世 | （テューダー朝） ヘンリー7世 |  |  | エリザベス                           | エリザベス    | エリザベス    | エリザベス    | エリザベス                   | エリザベス    |  |  | エドワード5世 | エドワード5世 | エドワード5世 | エドワード5世 | エドワード5世 | エドワード5世 |  |  |  |  |  |  |  |  |  |  |  |  |  |  |  |  |  |  |  |  |
|                              |                              |                              |                              |                              |                              |  |  |                                      |               |               |               |                              |               |  |  |               |               |               |               |               |               |  |  |  |  |  |  |  |  |  |  |  |  |  |  |  |  |  |  |  |  |
|                              |                              |                              |                              | （テューダー朝）             |                              |  |  |                                      |               |               |               |                              |               |  |  |               |               |               |               |               |               |  |  |  |  |  |  |  |  |  |  |  |  |  |  |  |  |  |  |  |  |

## エドワード3世が登場する作品
- ウィリアム・シェイクスピア?：戯曲『エドワード三世』
- 蒲生総：漫画『SPLENDOUR OF KING ―ガーター騎士団』 - 死ぬまで青年の姿で描かれており、トレードマークの長髭も描かれていない。